# Manuel Robles Aranguiz
Manuel Robles Aranguiz (Begoña, 26 de agosto de 1884 - Briscous, Francia, 1982) fue un sindicalista y político español, de ideología nacionalista vasca. Tipógrafo de profesión, fue uno de los fundadores del sindicato nacionalista vasco ELA-STV en 1911 y del que fue presidente durante la mayor parte de su vida.

## Biografía
Nacido el 26 de agosto de 1884 en Begoña, en 1908 se afilió al Partido Nacionalista Vasco y trabajó en el diario Euzkadi. Durante la dictadura de Primo de Rivera, entre 1924 y 1927, se exilió en Argentina y en Tarbes. Tras su regreso, apoyó a la fracción Aberri del partido, dirigida por Eli de Gallastegui. 
Fue elegido diputado en las elecciones generales de 1931 por Vizcaya (provincia), y por Vizcaya (capital) en 1933 y en 1936. Al estallar la Guerra Civil se mantuvo al lado de la República, y junto con Manuel de Irujo fue uno de los artífices de la permanencia del PNV junto al gobierno republicano. En Vitoria, en 1936, en el Congreso de SOLIDARIDAD DE TRABAJADORES VASCOS-STV fue elegido Presidente provisional, cargo que ostentó hasta su muerte. En 1938 hubo de exiliarse al País Vasco francés, donde fundó el Comité de Ayuda a los Vascos y durante la Segunda Guerra Mundial colaboraría con Red "Alsace-Lorraine" de la Resistencia francesa, razón por la cual fue condecorado por Charles de Gaulle.
En 1952 volvió clandestinamente a Bilbao para reorganizar el sindicato, pero en 1953 fue detenido y encarcelado en Martutene. Fue liberado poco después por presiones internacionales y en 1960 vuelve al País Vasco francés. Tras la muerte de Franco, en el III Congreso de ELA-STV, celebrado en Éibar los días 30 y 31 de octubre de 1976 fue elegido nuevamente como Presidente, así como en 1979.
Falleció el 28 de enero de 1982.